# Shékar
Shelkar, Sheldkar ou Shekar (tibétain : ཤེལ་དཀར་།, Wylie : shel dkar, THL : shelkar ; chinois : 协格尔镇 ; pinyin : xiégéěr zhèn) signifiant « cristal blanc », aussi appelé « New Tingri »,  est une ville, un poste stratégique de l'armée chinoise, et le centre administratif du xian de Tingri, dans la Ville-préfecture de Shigatsé, région autonome du Tibet, en Chine.
C'est le lieu d'un ancien dzong, et du monastère de Shékar, tous deux détruits durant la révolution culturelle. Cette ville nouvelle, à une altitude de 4 330 mètres, est à moins de 100 km de la frontière avec le Népal.
Près de la ville, se trouve le monastère de Tengdro dont 4 moines sont condamnés en 2021 à 20 ans, 19 ans, 17 ans et 5 ans de prison, pour l'envoi de messages par téléphone portable à l’étranger et faisant référence à des dons après le tremblement de terre de 2015 au Népal, qui ne contreviennent pourtant pas à la loi chinoise,.

## Galerie

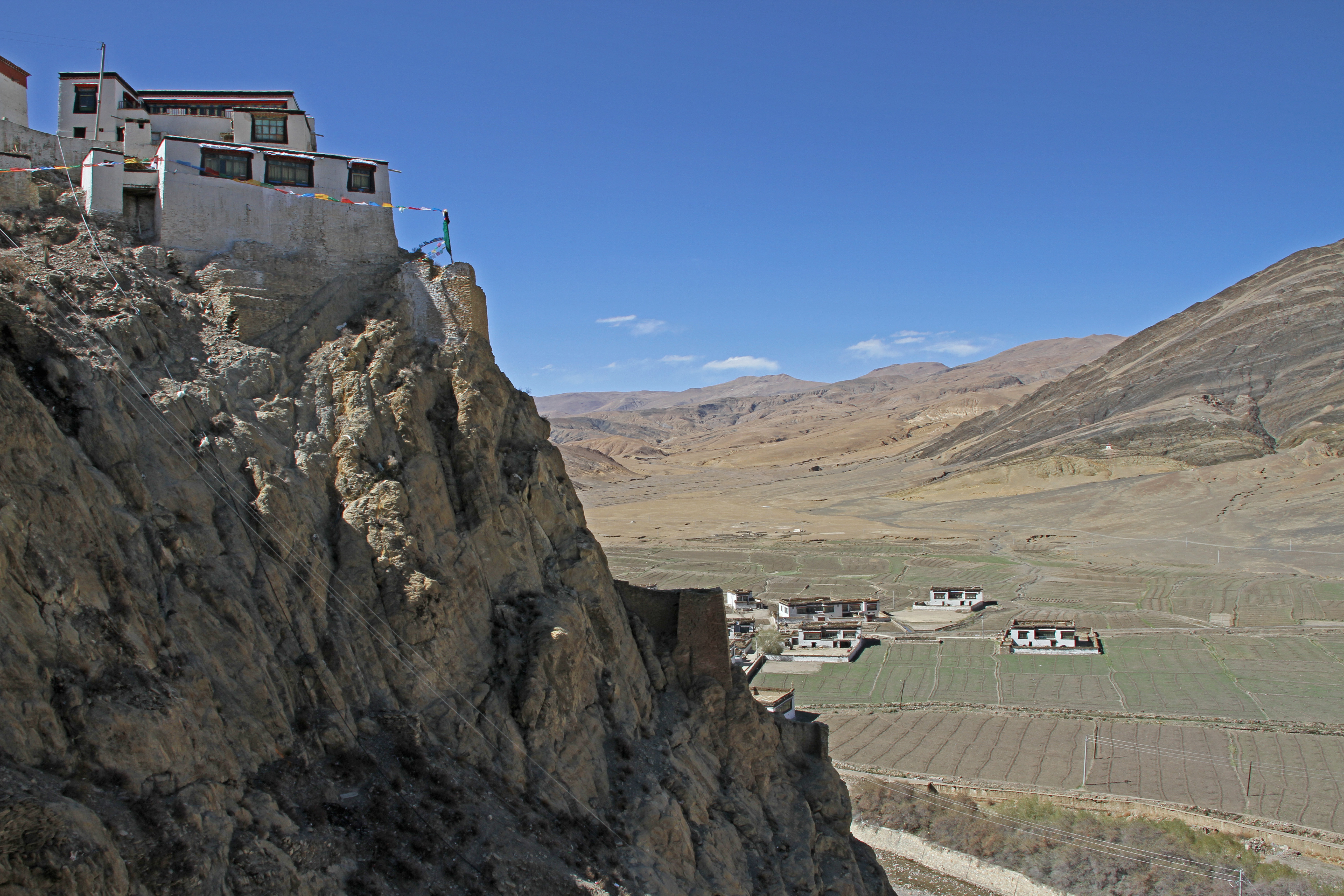
Dzong de Shékar
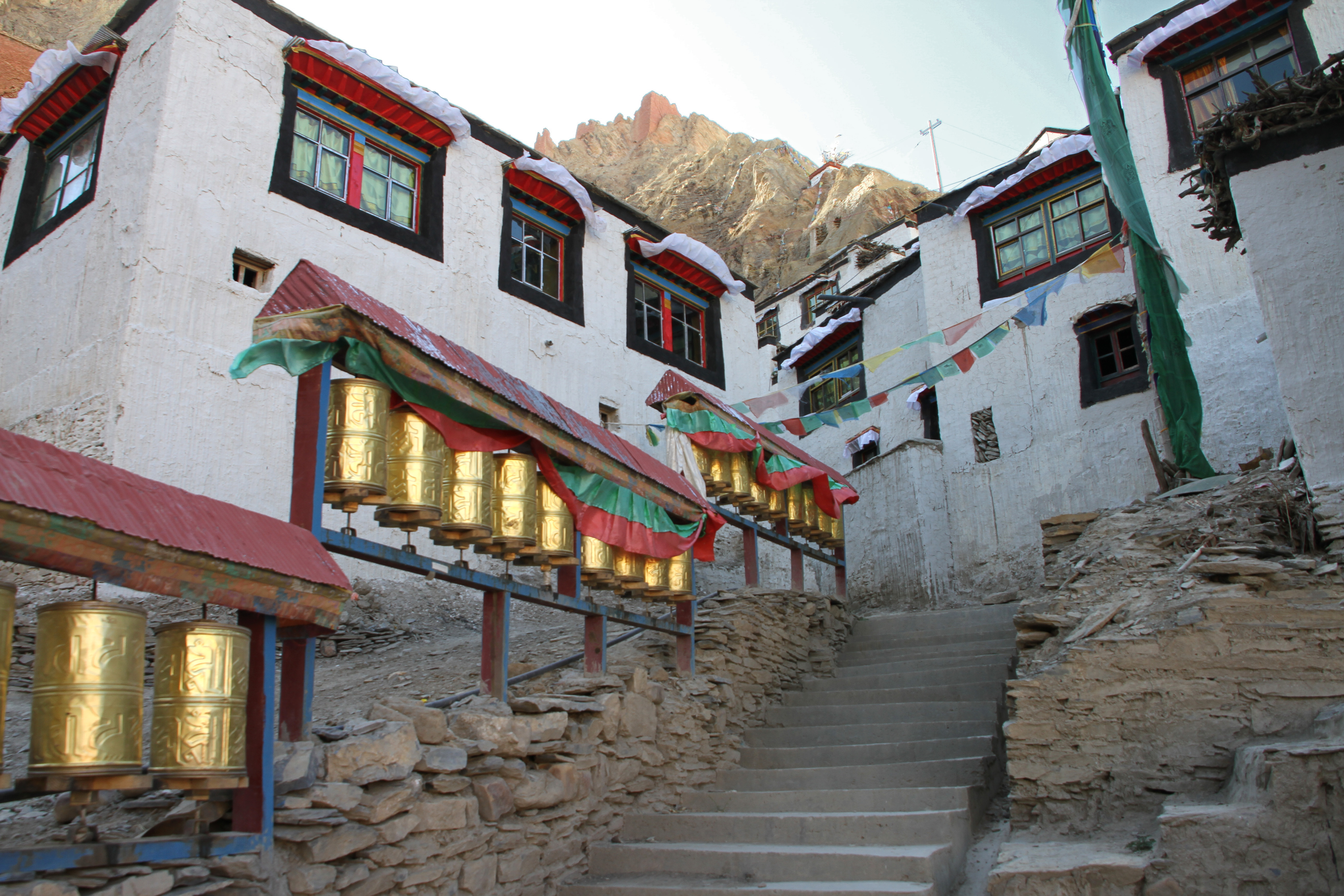
Dans le dzong de Shékar
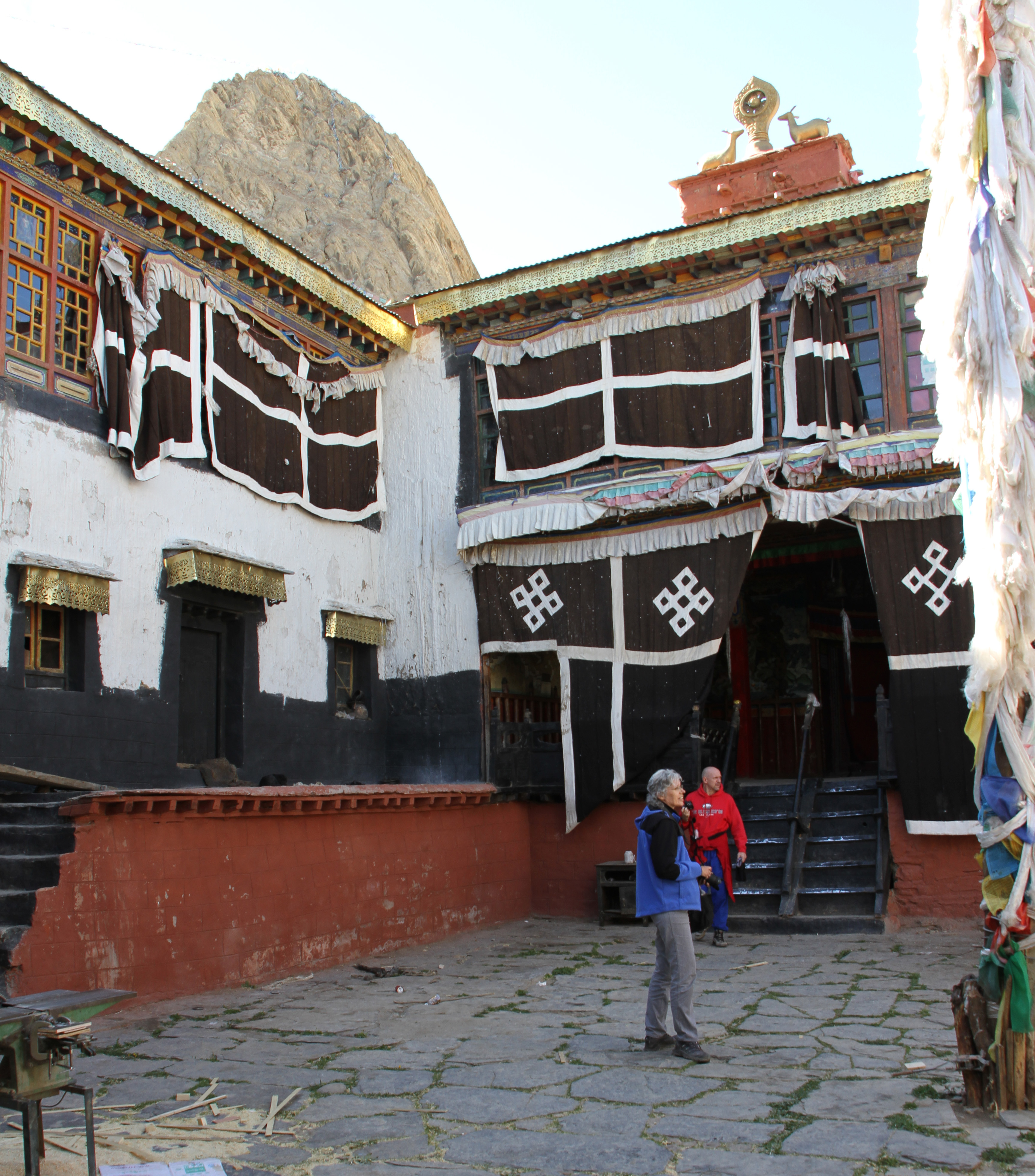
Entrée du monastère de Shékar
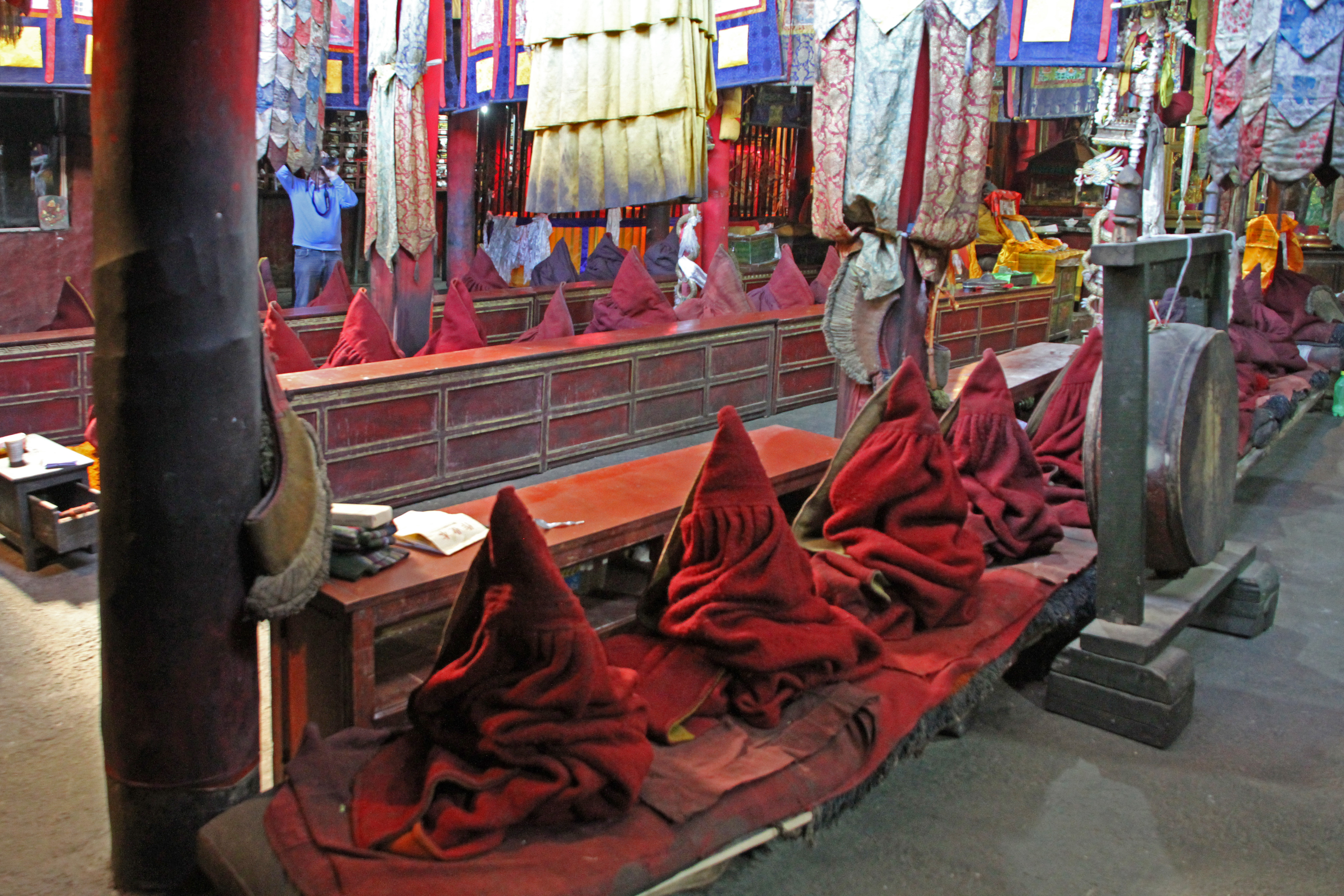
Dans le monastère de Shékar